# تاروت (ليبيا)
تاروت قرية تقع في جنوب غربي من ليبيا، وتبعد عن مدينة طرابلس العاصمة 750 كلم. تعتبر من أقدم القرى في منطقة وادي الشاطئ وهي منطقة جبلية وخصوصا تاروت القديمة حيث تحيط بها الجبال من ثلاث اتجاهات وهي تنقسم إلى ثلاث مناطق. تاروت القديمة وتاروت الجديدة وتاروت الشعبية. وتتميز بتنوع تركيبتها من صخور نارية إلى صخور رملية يتمازج بها الجبل مع الرمال.ويوجد إلى الآن وبكامل ملامحها أول منطقة تعمر في هذه القرية حيث كان تبنى المساكن بالطين وهو عبارة عن مسكن بسيط لما تحتاجه متطلبات الحياة الضرورية وكان أغلب هذه المساكن توجد به غرفة في الأعلى يصعد إليها بسلم تسمى (الغرفة) وتتميز بتلاصق مبانيها لتشكل مع بعضها زقاقات عشوائيه.

## أصل التسمية
أغلب سكان تاروت كانوا يعتقدون أن اصل التسمية تارقي (طوارق) وهو ما يعني في لغتهم (القايلة) أي فترة الظهيرة حيث ترتفع درجه الحرارة. إلا أن هذا الرأي لا يستند إلى تحليل علمي. وهناك رأي آخر يرجع إلى أن أصل التسمية فينيقي حيث كان يرمز إلى الآلهة عشتروت نظراً لوجود كثير من النقوش الفنيقية بوضوح على الصخور في وادي تاروت وفي جبل الحساونة القريب منها بحوالي 15 كلم.
وهناك من راي اخر يرجع اصل تسمية تاروت  الي توارت ..اي انها توارت عن الانظار..فالقادم اليها  لايمكنه رويتها لانها تقع في منطقة منخفضه هذا اولا .وتانيا لانها تحيط بها الجبال من جميع الاتجاهات فلا يمكن رويتها من بعيد..
يبلغ عدد سكان تاروت من 3000 إلى 4000 نسمة ===== =====